# Уэлсфорд, Хенри
Хенри Рид Уэлсфорд (англ. Henry Reed Welsford; 14 июня 1900, Питстон, Пенсильвания — апрель 1974, Питтсбург, Пенсильвания) — американский гребец, выступавший за сборную США по академической гребле в середине 1920-х годов. Бронзовый призёр летних Олимпийских игр в Париже в зачёте распашных четвёрок с рулевым.

## Биография
Хенри Уэлсфорд родился 14 июня 1900 года в городе Питтстон, штат Пенсильвания.
Начал заниматься академической греблей в 1920 году во время учёбы на первом курсе Военно-морской академии США, тем не менее, обучение не закончил, покинув академию задолго до выпуска. В период 1921—1924 годов проходил подготовку в лодочном клубе «Мальта» в Филадельфии, затем перешёл в другой филадельфийский клуб — Pennsylvania Barge Club.
Наивысшего успеха в гребле на международном уровне добился в сезоне 1924 года, когда вошёл в основной состав американской национальной сборной и благодаря череде удачных выступлений удостоился права защищать честь страны на летних Олимпийских играх в Париже. В распашных четвёрках с рулевым благополучно преодолел предварительный квалификационный этап, тогда как в решающем финальном заезде пришёл к финишу третьим позади экипажей из Швейцарии и Франции — тем самым завоевал бронзовую олимпийскую медаль.
После парижской Олимпиады Уэлсфорд больше не показывал сколько-нибудь значимых результатов в академической гребле на международной арене.
Умер в апреле 1974 года в Питтсбурге, штат Пенсильвания, в возрасте 73 лет.